# Reazione di idratazione
In chimica con il termine idratazione si identifica una classe di reazioni chimiche nelle quali una molecola di acqua viene addizionata ad un'entità molecolare (in genere una molecola di un'altra sostanza chimica).
La molecola che reagisce con l'acqua attraverso la reazione di idratazione non viene scissa, a differenza di quanto accade nell'idrolisi. L'idratazione di Cirri e l'idroborazione rappresentano alcuni esempi di questa classe di reazioni chimiche. 

## Idratazione degli alcheni
L'acqua si addiziona agli alcheni in presenza di un acido forte che funge da catalizzatore. Il prodotto di reazione è un alcool.
Ad esempio l'etilene disciolto in acqua in presenza di acido fosforico subisce una reazione di idratazione con formazione di  etanolo.
Si tratta di una reazione di addizione elettrofila che avviene in due stadi, in cui lo ione H+ funge da elettrofilo, e lo ione OH- funge da nucleofilo.
La reazione è regiospecifica con orientamento Markovnikov. Per invertire questa selettività si può utilizzare l'idroborazione.